# Onze-Lieve-Vrouw-van-Altijddurende-Bijstandkapel (Kessel)

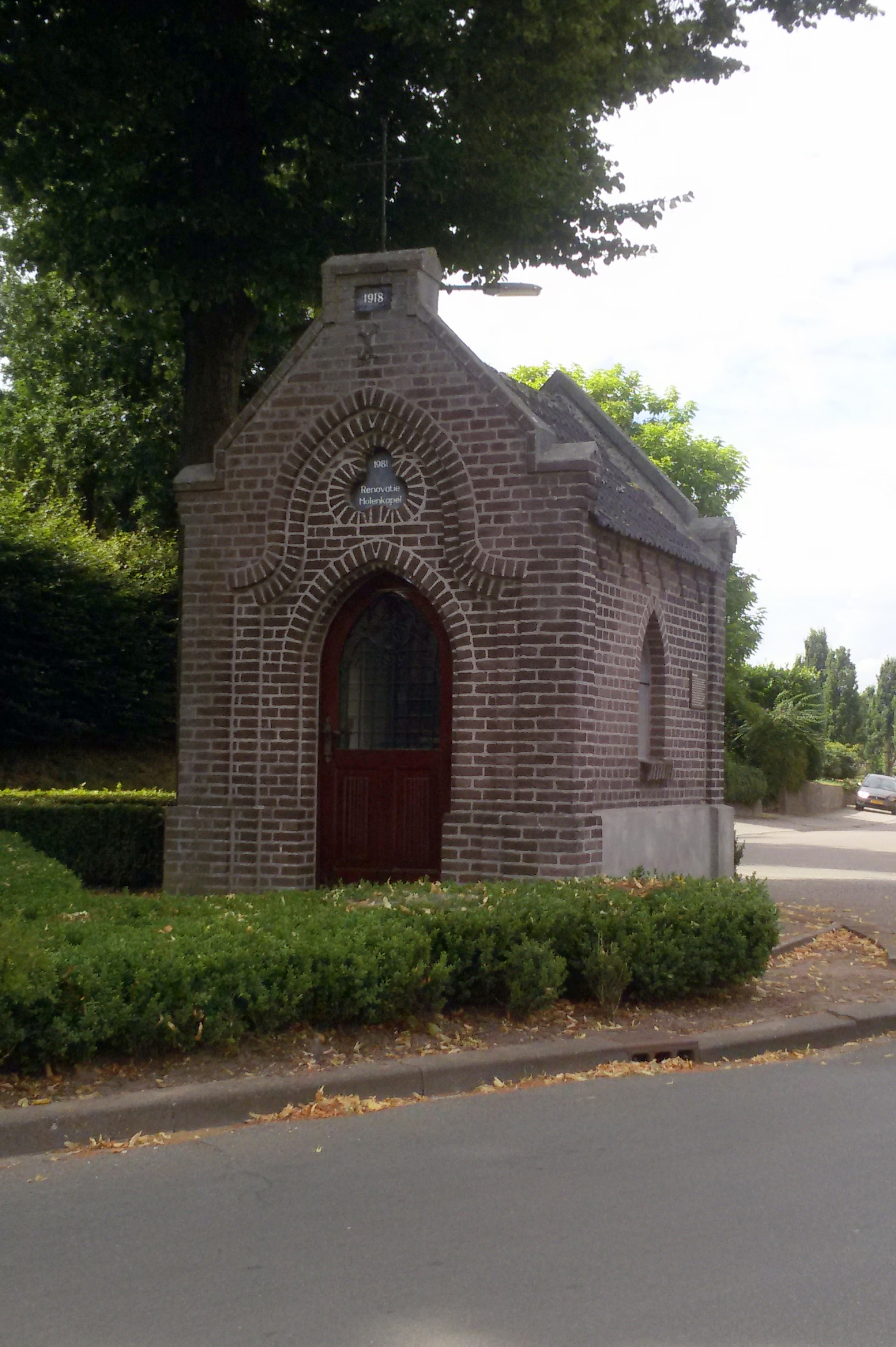
De Onze-Lieve-Vrouw-van-Altijddurende-Bijstandkapel

De Onze-Lieve-Vrouw-van-Altijddurende-Bijstandkapel of Molenkapel is een kapel in Kessel in de Nederlandse gemeente Peel en Maas. De kapel staat aan een vijfsprong op de hoek van de Baarloseweg met de Molenstraat in het noordoosten van het dorp.
De kapel is gewijd aan de heilige Maria, specifiek aan Onze-Lieve-Vrouw van Altijddurende Bijstand. Naast de kapel staat een lindeboom.

## Geschiedenis
Reeds rond 1500 stond er hier al een kapel aan een zevensprong. Tegenover de kapel stond sinds omstreeks 1499 een windmolen die tijdens de Tweede Wereldoorlog werd verwoest.
In 1918 werd na het afbreken van een vervallen kapel een nieuwe kapel gebouwd door mevrouw J. Verdaet-Van Soest.
In 1981 werd de kapel gerenoveerd en werd in oktober 1981 opnieuw ingezegend.

## Gebouw
De bakstenen kapel is opgetrokken in ecclectische stijl met neogotische elementen op een rechthoekig plattegrond en wordt gedekt door een verzonken zadeldak met pannen. In de linker- en rechterzijgevel bevindt zich een spitsboogvenster en op de hoeken zijn er steunberen geplaatst. In de bakstenen achtergevel is een trapvormige uitsparing gemaakt met daaronder een spitsboog met daarin in het metselwerk een bakstenen kruis. De frontgevel en achtergevel zijn een topgevel met schouderstukken en op de verbrede top van de frontgevel staat een metalen kruis. In die verbrede top is in een rechthoekige nis een gevelsteen aangebracht met het jaartal 1918. Eronder is in het metselwerk een omgekeerde accoladeboog gemaakt met daarin een driepasvormige nis. Een bordje op de achterwand van deze nis toont de tekst: 1981 Renovatie Molenkapel. Onder de accoladeboog bevindt zich de spitsboogvormige toegang die wordt afgesloten met een houten deur met van smeedijzeren traliewerk voorzien venster.
Van binnen is de kapel wit gestuukt. tegen de achterwand is een bakstenen altaar gemetseld met daarboven een smeedijzeren sierhek. Achter het hek staat op het altaar op een sokkel een klein Mariabeeldje, dat de heilige toont in biddende houding met haar handen samengevouwen.